# Райчани
Райчани (словац. Rajčany) — село в Словаччині, громада округу Топольчани, Нітранський край. Кадастрова площа громади — 5.86 км².
Населення 518 осіб (станом на 31 грудня 2019 року).

## Історія
Райчани згадуються 1244 року.

## Географія
Протікає Райчанський потік.

## Населення
| Рік:            | 1994. | 2004.   | 2014.   | 2024.   |
| --------------- | ----- | ------- | ------- | ------- |
| Кількість осіб: | 562   | 574     | 547     | 528     |
| Різниця:        |       | +2,13 % | -4,70 % | -3,47 % |

| Рік:            | 2023. | 2024. |
| --------------- | ----- | ----- |
| Кількість осіб: | 528   | 528   |
| Різниця:        |       | +0 %  |